# Ergenekon
Ergenekon jest turecką tajną organizacją, nacjonalistyczną powiązaną z wojskiem (Türk Silahlı Kuvvetleri) i służbami specjalnymi (Milli İstihbarat Teşkilatı).
Organizacja jest oskarżana o morderstwa na tle politycznym i religijnym, zamachy oraz handel narkotykami. Jej nadrzędnym celem jest wprowadzenie destabilizacji w kraju, a ostatecznie – zmuszenie Rady Bezpieczeństwa Narodowego (Milli Güvenlik Kurulu, MGK) do zdelegalizowania obecnie rządzącej konserwatywnej Partii Sprawiedliwości i Rozwoju (Adalet ve Kalkınma Partisi, AKP) i powrót do idei kemalizmu.

## Działalność
Ergenekon jest podejrzewany o organizację zamachu na 3 chrześcijańskich misjonarzy w Malatyi w 2007, zamach na ormiańskiego publicystę Hranta Dinka w tym samym roku, zamordowanie katolickiego księdza Andreę Santoro w Trabzonie w 2006 oraz zamach bombowy na siedzibę gazety Cumhuriyet. Organizacja planowała także zamachy na pisarza Orhana Pamuka, kurdyjskich polityków Ahmeta Turka oraz Osmana Baydemira, byłą parlamentarzystkę Leylę Zanę oraz publicystę Fehmiego Koru.

## Historia
Proces rozbrajania organizacji rozpoczął się 21 marca 2008 uwięzieniem 13 osób. Między innymi publicysty İlhana Selçuka, rektora Uniwersytetu w Stambule Kemala Alemdaroğlu, Doğu Perinçeka – lidera Partii Pracy oraz redaktora należącej do tejże partii gazety Aydınlık – Adnana Akfırata.
20 października 2008 rozpoczął się proces przeciwko 86 osobom oskarżanym o przynależność do organizacji. Zgodnie z zarzutami organizacja jest ucieleśnieniem głębokiego państwa (tur. derin devlet) znanej z polskiej rzeczywistości jako „grupy trzymającej władzę”. Jeśli zarzuty zostaną podtrzymane, sprawa stanie się głośniejsza od skandalu Susurluk z 1996 roku.
21 września 2012 r. sąd wydał wyrok, skazując 327 byłych lub czynnych żołnierzy na kary więzienia.

## Proces
Główna linia obrony opiera się na tezie, iż organizacja Ergenekon nie istniała. Duże wątpliowści budzi fakt, że wszystkich oskarżonych łączy niechęć do rządzącej Partii Sprawiedliwości i Rozwoju. Śledztwo w sprawie Ergenekon nabrało tempa przed wyborami do władz lokalnych, które odbyły się w marcu 2009 roku.

## Źródła angielskie
- Summary: Ergenekon attempted to trigger chaos, Today's Zaman 20.10.2008. [dostęp 2008-11-26]. [zarchiwizowane z tego adresu (2009-03-05)].

- 326 convicted in Turkey military coup plot, Yahoo News, SUZAN FRASER Associated Press 21.9.2012.

## Źródła polskie
- Trwa proces 86 osób oskarżonych o antyrządowy spisek, Rzeczpospolita 20.10.2008.

- Blog Maxa Cegielskiego.

- Broń w lesie. Tajna organizacja szykowała zamach stanu w Turcji?.